# Psalidister burchelli
Psalidister burchelli är en skalbaggsart som beskrevs av August Reichensperger 1924. Psalidister burchelli ingår i släktet Psalidister och familjen stumpbaggar.

## Underarter
Arten delas in i följande underarter:
- P. b. burchelli
- P. b. costaricensis